# 華夏基金
華夏基金管理有限公司，簡稱華夏基金（英語：China Asset Management Company Limited），是一家中国基金公司。

## 历史
於1998年由華夏證券（后重组为中信建投証券）、北京證券（后重组为瑞银证券）和中国科技国际信托投资有限责任公司（已于2007年11月由银监会撤销）共同设立。是中国证监会批准成立的首批全国性基金管理公司之一。公司总部设在北京，在上海、深圳、成都、南京、杭州、广州和青岛设有分公司，在香港、深圳、上海设有子公司。後变更中信證券、南方工业资产管理有限责任公司、山东省农村经济开发投资公司、加拿大鮑爾集團、山东海丰国际航运集团有限公司和无锡市国联发展（集团）有限公司為主要股東。现时股东分别为中信证券、万信投资、鲍尔集团和天津海鹏科技咨询。
截至2018年9月30日，华夏基金服务机构客户超过43000余户，服务公众持有人超过6000万户，累计为持有人分红超过1442亿元。旗下公募基金超过130只，董事長為杨明辉。
现联系地址位於北京市西城区金融大街33号通泰大厦B座12层。

## 華夏基金（香港）有限公司
旗下香港業務，在2008年開始運作。